# 2010년 7월
| 2010년: 1월 · 2월 · 3월 · 4월 · 5월 · 6월 · 7월 · 8월 · 9월 · 10월 · 11월 · 12월 |

| <          | 2010년 7월  | 2010년 7월 | 2010년 7월 | 2010년 7월  | 2010년 7월 | >          |
| 일         | 월          | 화         | 수         | 목          | 금         | 토         |
|            |             |            |            | 1 5.20 임자 | 2 21 계축  | 3 22 갑인  |
| 4 23 을묘  | 5 24 병진   | 6 25 정사  | 7 26 무오  | 8 27 기미   | 9 28 경신  | 10 29 신유 |
| 11 30 임술 | 12 6.1 계해 | 13 2 갑자  | 14 3 을축  | 15 4 병인   | 16 5 정묘  | 17 6 무진  |
| 18 7 기사  | 19 8 경오   | 20 9 신미  | 21 10 임신 | 22 11 계유  | 23 12 갑술 | 24 13 을해 |
| 25 14 병자 | 26 15 정축  | 27 16 무인 | 28 17 기묘 | 29 18 경진  | 30 19 신사 | 31 20 임오 |

| - 7월 24일 - 윤필용 - 7월 26일 - 장태완 - 7월 29일 - 백남봉 편집하기 |

## 2010년7월 31일
- 31일(브라질 현지시각) 브라질 브라질리아에서 열린 제34차 세계유산위원회 회의에서 대한민국 경상북도 안동 하회마을과 경주 양동마을이 유네스코 세계문화유산으로 등재되었다.
- 대한민국 경기도 연천군 백학면 전동리 민간인출입통제선(민통선) 안에서 목함지뢰로 추정되는 폭발물이 터져 1명이 사망하고 1명이 다쳤다.

## 2010년7월 30일
- 중화인민공화국 후난성 창사 시의 세무서에서 폭발 사고가 발생해 4명이 숨지고 19명이 다쳤다.
- 대한민국의 민주노동당 새 대표에 이정희 의원이 취임하였다.

## 2010년7월 29일
- 대한민국의 원로 코미디언 백남봉이 1년간의 투병 생활을 뒤로하고 지병인 폐렴 증세의 악화로 별세하였다.

## 2010년7월 28일
- 대한민국에서 국회의원 재보궐선거가 열렸다.

## 2010년7월 26일
- 러시아에서 처음으로 흑인 출신의 장그레구아르 사그보(베냉 출신)가 시의원에 당선되었다.

## 2010년7월 24일
- 독일 뒤스부르크에서 열린 러브 퍼레이드 음악 축제에서 대규모 압사 사고가 발생하여 최소 19명이 숨지고 342명이 부상당하였다고 독일 현지 경찰이 밝혔다.

## 2010년7월 22일
- 국제사법재판소는 코소보의 독립 선언은 국제법상 위법 행위가 아니라는 판결을 내렸다.

## 2010년7월 16일
- 지난 4월 석유 시추 설비 폭발 사고 이후 멕시코만에 기름을 유출하고 있던 유정을 막는 '차단 돔'의 시험 가동이 성공하였다고 사고회사인 BP측이 밝혔다.

## 2010년7월 14일
- 지구 온난화로 인해 지구의 평균 기온이 기상 관측 역사상 최고를 기록하였다.

## 2010년7월 13일
- 마이크로소프트에서 윈도우 2000과 윈도우 XP 서비스팩 2의 지원을 중단하였으며, 이와 동시에 윈도우 서버 2003, 윈도우 서버 2003의 메인스트림 지원도 중단했다.

## 2010년7월 11일
- 2010년 FIFA 월드컵이 스페인의 우승으로 마무리되었다.

## 2010년7월 10일
- 국제 연합 안전보장이사회가 천안함 침몰 사건에 대해 의장 성명을 만장일치로 공식 채택하였다.

## 2010년7월 9일
- 미국과 러시아가 냉전 이후 최대 규모로 서로 간의 간첩 포로를 교환했다.

## 2010년7월 7일
- 파나마의 정치가 마누엘 노리에가가 프랑스에서 돈세탁 혐의로 징역 7년형을 언도 받았다.

## 2010년7월 6일
- 폴란드 대통령 선거 결선투표에서 브로니스와프 코모로프스키 하원의장이 승리했다. 숨진 레흐 카친스키 전 대통령의 형인 야로스와프 카친스키가 후보로 출마했지만 졌다. 출구조사결과 코모로프스키가 53.1%를 득표해, 카친스키 후보를 6%포인트차로 눌렀다. 폴란드 대선은 당초 오는 10월로 예정돼 있었으나 지난 4월 카친스키 전 대통령이 정부요인 등 95명과 함께 비행기 추락사고로 숨져 조기실시됐다.

## 2010년7월 3일
- 대한민국 제2경인고속도로의 영종 요금소와 약 500m 떨어진 인천대교 진입로에서 천마고속의 고속버스(차종: 현대 유니버스)가 추락하여 14명이 사망하고 10명이 부상당했다.

## 2010년7월 2일
- 대서양에서 발달한 '6월 허리케인'으로는 53년 만에 가장 강한 알렉스가 멕시코를 강타하여, 24명이 사망하였다.
- 2일(현지 시각) 탈레반으로 추정되는 6명이 아프가니스탄 북부 쿤두즈의 미국 국제개발처(USAID)의 지방재건사무소를 자살 폭탄 차량 및 총격으로 7시간에 걸쳐 공격하여 외국인을 포함한 최소 5명이 사망, 20여 명이 부상을 입었다.